# Osorno
Osorno je město a obec v jižním Chile, jedná se hlavní město stejnojmenné provincie v regionu Los Lagos. Obývá jej přibližně 147 tisíc obyvatel.
Město se nachází v nadmořské výšce 39 m n. m a panuje zde mírné oceánské klima.
Město bylo poprvé založeno jako španělská kolonie v roce 1558, v roce 1598 bylo po mapučském povstání zničeno. Znovu obnoveno bylo v roce 1793, nicméně za velký ekonomický rozkvět mohou němečtí a rakousko-uherští osadníci, kteří do této oblasti přišli v 19. století. V té době se rozvinul zejména chov skotu a dodnes patří Osorno i s okolní provincií k hlavním chilským střediskům produkce mléka a hovězího masa.
Město je propojeno s ostatními chilskými regiony dálnicí Panamericana Sur (silnice číslo 5), dálková autobusová doprava směřuje do měst Valdivia, Temuco, La Union, Puerto Varas, Puerto Montt a hlavního města Santiago de Chile. Místní doprava je obstarávána mikrobusy a kolektivním taxi (colectivos).